# Квінтілії (рід)
Квінтілії (лат. Quintilii) — ім'я стародавнього патриціанського роду (gens Quintilia), найвідоміша гілка якого — Квінтілії Вари. Часто номенів читають як Квінктілій

## Відомі представники
- Секст Квінтілій Вар (консул 453 року до н. е.)
- Секст Квінтілій Вар, претор 57 року до н. е.
- Секст Квінтілій Вар, квестор 49 року до н. е., намісник Нової Африки у 43-42 рр. до н. е., супротивник Юлія Цезаря.
- Публій Квінтілій Вар, воєначальник, який у 9 році зазнав однієї з найболючіших поразок в історії ранньої Римської імперії.
- Публій Квінтілій Вар Молодший, давньоримський аристократ часів ранньої Римської імперії.
- Секст Квінтілій Валерій Максим (†182)[1], консул 151 року, разом з братом написав наукову працю під назвою «Георгіки», яка була присвячена сільському господарству.
- Секст Квінтілій Кондіан (†182)[1], консул 151 року, рідний брат Секста Квінтілія Валерія Максима.
- Секст Квінтілій Максим (†182)[1], консул 172 року.
- Секст Квінтілій Кондіан (†182)[1], консул 180 року.